# Liste der Kulturgüter von nationaler Bedeutung im Kanton Luzern
Diese Liste enthält alle national bedeutenden Kulturgüter (A-Objekte, geregelt in KGSV) im Kanton Luzern, die in der Ausgabe 2009 (Stand: 1. Januar 2018) des Schweizerischen Inventars der Kulturgüter von nationaler und regionaler Bedeutung vermerkt sind. Sie ist nach politischen Gemeinden sortiert; enthalten sind 83 Einzelbauten, 27 Sammlungen, 17 archäologische Fundstellen und sechs Spezialfälle.
Die  Liste der Kulturgüter im Kanton Luzern enthält die Kulturgüter im Kanton Luzern von nationaler, regionaler und lokaler Bedeutung (A-, B- und C-Objekte).
Im Kanton Luzern sind 960 Baudenkmäler erfasst (A-, B- und C-Objekte), davon 375 Sakralbauten und 585 Profanbauten (Stand 2016). Damit befinden sind nur knapp ein Prozent der schweizweit 75 084 erfassten Denkmäler im Kanton Luzern. «Die Unterschutzstellungspraxis im Kanton Luzern ist sehr zurückhaltend», bestätigte im Dezember 2018 die kantonale Denkmalpflegerin Conny Grünenfelder.

## Abkürzungen
- A: Archäologie
- Arch: Archiv
- B: Bibliothek
- E: Einzelobjekt
- M: Museum
- O: Mehrteiliges Objekt
- S: Spezialfall

## Inventar nach Gemeinde

### Alberswil
| KGS-Nr. | Foto | Objektbezeichnung                                          | Typ    | Adresse    | Koordinaten     |
| ------- | ---- | ---------------------------------------------------------- | ------ | ---------- | --------------- |
| 03629   |      | Ruine Kastelen                                             | Arch E | Kastelen   | 642047 / 221923 |
| 08587   |      | Schweizerisches Museum für Landwirtschaft und Agrartechnik | M      | Burgrain 8 | 642571 / 221511 |

### Beromünster
| KGS-Nr. | Foto | Objektbezeichnung                                | Typ  | Adresse                                  | Koordinaten     |
| ------- | ---- | ------------------------------------------------ | ---- | ---------------------------------------- | --------------- |
| 03636   |      | Chorherren- und Pfrundhäuser Nordgruppe          | O    | Stift 5–6, 7–11, 13–17, 19–20, 22–26     | 656877 / 228591 |
| 03637   |      | Stiftskirche                                     | E    | Stift                                    | 656939 / 228603 |
| 03638   |      | Ehemaliges Amthaus (Gasthof Hirschen)            | E    | Hirschenplatz 1                          | 657005 / 228592 |
| 03642   |      | Propstei                                         | E    | Stift 1                                  | 656852 / 228535 |
| 03847   |      | Wallfahrtskapelle Gormund mit Kaplanei           | E    | Neudorf, Gormund 7                       | 659246 / 223482 |
| 08621   |      | Kirchenschatz der Stiftskirche                   | O    | Stift                                    | 656942 / 228610 |
| 08908   |      | Stiftsarchiv                                     | Arch | Stift                                    | 656931 / 228600 |
| 09304   |      | Stiftbibliothek des Chorherrenstifts St. Michael | Arch | Stift                                    | 656950 / 228590 |
| 10093   |      | Landessender Beromünster, Walterswil, Blosenberg | O    | Walterswil                               | 655849 / 226792 |
| 10094   |      | Chorherren- und Pfrundhäuser Südgruppe           | O    | Stift 33, 35, 38, 40–41, 43, Badweg 2, 4 | 656943 / 228526 |
| 10095   |      | Kustorei                                         | E    | Stift 3                                  | 656839 / 228566 |

### Buttisholz
| KGS-Nr. | Foto | Objektbezeichnung      | Typ | Adresse | Koordinaten     |
| ------- | ---- | ---------------------- | --- | ------- | --------------- |
| 03649   |      | Schloss und Schlossgut | O   | Schloss | 649966 / 218444 |

### Dierikon
| KGS-Nr. | Foto | Objektbezeichnung               | Typ | Adresse   | Koordinaten     |
| ------- | ---- | ------------------------------- | --- | --------- | --------------- |
| 03653   |      | Schlössli Götzental mit Kapelle | O   | Götzental | 671245 / 216068 |

### Egolzwil
| KGS-Nr. | Foto | Objektbezeichnung                                        | Typ | Adresse | Koordinaten     |
| ------- | ---- | -------------------------------------------------------- | --- | ------- | --------------- |
| 03657   |      | Wauwilermoos (paläolithisch-neolithische Ufersiedlungen) | A   |         | 644530 / 225500 |

### Emmen
| KGS-Nr. | Foto | Objektbezeichnung                      | Typ  | Adresse                              | Koordinaten     |
| ------- | ---- | -------------------------------------- | ---- | ------------------------------------ | --------------- |
| 08805   |      | Von Moos Stahl AG, Historisches Archiv | Arch | Emmenweidstrasse 90                  | 662965 / 213572 |
| 10097   |      | Flugzeugmontagehalle RUAG              | O    | Hochdorfstrasse                      | 666151 / 215800 |
| 10098   |      | Rothenburger Brücke                    | E    | Rothenburgstrasse / Bertiswilstrasse | 663415 / 216157 |

### Ettiswil
| KGS-Nr. | Foto | Objektbezeichnung                                        | Typ | Adresse | Koordinaten     |
| ------- | ---- | -------------------------------------------------------- | --- | ------- | --------------- |
| 11748   |      | Wauwilermoos (paläolithisch-neolithische Ufersiedlungen) | A   |         | 644530 / 225500 |

### Gettnau
| KGS-Nr. | Foto | Objektbezeichnung         | Typ | Adresse | Koordinaten     |
| ------- | ---- | ------------------------- | --- | ------- | --------------- |
| 10480   |      | Stadtägertli (Burgstelle) | A   |         | 639830 / 220500 |

### Hasle
| KGS-Nr. | Foto | Objektbezeichnung            | Typ | Adresse         | Koordinaten     |
| ------- | ---- | ---------------------------- | --- | --------------- | --------------- |
| 03683   |      | Wallfahrtskirche Heiligkreuz | E   | Heiligkreuz 201 | 646425 / 200008 |

### Hitzkirch
| KGS-Nr. | Foto | Objektbezeichnung                        | Typ | Adresse            | Koordinaten     |
| ------- | ---- | ---------------------------------------- | --- | ------------------ | --------------- |
| 03671   |      | Schloss Heidegg mit Wohnhaus und Kapelle | O   | Gelfingen, Heidegg | 663204 / 229872 |
| 03689   |      | Neolithische Seeufersiedlung             | A   | Richensee, Seematt | 661300 / 229750 |
| 03690   |      | Megalithturm                             | A E | Richensee          | 661599 / 230226 |
| 03691   |      | Ehemalige Deutschordenskommende          | E   | Kommendeweg 3      | 662594 / 230792 |

### Hochdorf
| KGS-Nr. | Foto | Objektbezeichnung                              | Typ | Adresse | Koordinaten     |
| ------- | ---- | ---------------------------------------------- | --- | ------- | --------------- |
| 09587   |      | Neolithische / bronzezeitliche Seeufersiedlung | A   | Baldegg | 663300 / 226000 |

### Hohenrain
| KGS-Nr. | Foto | Objektbezeichnung            | Typ | Adresse        | Koordinaten     |
| ------- | ---- | ---------------------------- | --- | -------------- | --------------- |
| 03695   |      | Ehemalige Johanniterkomturei | O   | Dorf           | 666693 / 225760 |
| 03696   |      | Römischer Gutshof            | A   | Ottenhusen     | 667900 / 224300 |
| 03715   |      | Burgruine Nünegg             | A E | Lieli, Burghof | 665549 / 229022 |

### Horw
| KGS-Nr. | Foto | Objektbezeichnung    | Typ | Adresse       | Koordinaten     |
| ------- | ---- | -------------------- | --- | ------------- | --------------- |
| 03702   |      | Bauernhaus Oberdorni | E   | Oberdorni 903 | 668013 / 206786 |

### Inwil
| KGS-Nr. | Foto | Objektbezeichnung                                         | Typ | Adresse     | Koordinaten     |
| ------- | ---- | --------------------------------------------------------- | --- | ----------- | --------------- |
| 09588   |      | Alt-Eschenbach (mittelalterliche Stadtwüstung, Burgruine) | A   | Schachenweg | 669500 / 218749 |

### Kriens
| KGS-Nr. | Foto | Objektbezeichnung                               | Typ | Adresse           | Koordinaten     |
| ------- | ---- | ----------------------------------------------- | --- | ----------------- | --------------- |
| 03713   |      | Wallfahrtskirche Unsere Liebe Frau mit Kaplanei | O   | Hergiswald        | 660610 / 208279 |
| 11621   |      | Hergiswaldbrücke                                | E   | Hergiswaldstrasse | 661060 / 208471 |

### Luzern
| KGS-Nr. | Foto | Objektbezeichnung                                                                               | Typ    | Adresse                                      | Koordinaten     |
| ------- | ---- | ----------------------------------------------------------------------------------------------- | ------ | -------------------------------------------- | --------------- |
| 03720   |      | Bourbaki-Panorama (Gebäude)                                                                     | E      | Löwenplatz 11                                | 666297 / 212133 |
| 03721   |      | Dampfschiff Gallia SGV (1913)                                                                   | S      | Werftestrasse                                | 666700 / 211199 |
| 03722   |      | Dampfschiff Schiller SGV (1906)                                                                 | S      | Werftestrasse                                | 666700 / 211199 |
| 03723   |      | Dampfschiff Stadt Luzern SGV (1928)                                                             | S      | Werftestrasse                                | 666700 / 211199 |
| 03724   |      | Dampfschiff Unterwalden SGV (1902)                                                              | S      | Werftestrasse                                | 666700 / 211199 |
| 03725   |      | Dampfschiff Uri SGV (1901)                                                                      | S      | Werftestrasse                                | 666700 / 211199 |
| 03726   |      | Ehemalige Franziskanerkirche St. Maria in der Au                                                | E      | Franziskanerplatz 1a                         | 665713 / 211326 |
| 03727   |      | Grand-Hotel National                                                                            | E      | Haldenstrasse 4                              | 666551 / 211887 |
| 03728   |      | Jesuitenkirche St. Franz Xaver mit Sakristei und Kirchenschatz                                  | E      | Bahnhofstrasse 11a / Hirschengraben 8        | 665840 / 211408 |
| 03729   |      | Kapellbrücke mit Bilderzyklus und Wasserturm                                                    | E      | Kapellbrücke                                 | 666004 / 211499 |
| 03732   |      | Löwendenkmal mit Kapelle                                                                        | O      | Denkmalstrasse                               | 666284 / 212293 |
| 03736   |      | Rathaus                                                                                         | E      | Kornmarkt 3                                  | 665914 / 211573 |
| 03737   |      | Ehemaliger Ritter’scher Palast (Regierungsgebäude Kanton Luzern)                                | E      | Bahnhofstrasse 15                            | 665777 / 211396 |
| 03738   |      | Spreuerbrücke                                                                                   | E      |                                              | 665570 / 211559 |
| 03740   |      | Stiftskirche St. Leodegar und Mauritius mit Kirchenschatz                                       | E      | St. Leodegar-Strasse 10, 12                  | 666515 / 211984 |
| 03742   |      | Villa Bellerive mit Park                                                                        | O      | Bellerivestrasse 19                          | 667721 / 212149 |
| 03743   |      | Zentral- und Hochschulbibliothek Luzern (Gebäude)                                               | E      | Sempacherstrasse 10                          | 666011 / 211174 |
| 03744   |      | Ehemaliges Zeughaus (Historisches Museum)                                                       | E M    | Pfistergasse 24, 26                          | 665581 / 211506 |
| 03745   |      | Haus Zur Gilgen                                                                                 | E      | Kapellplatz 1                                | 666077 / 211658 |
| 03748   |      | Am Rhyn-Haus                                                                                    | E      | Furrengasse 21                               | 665934 / 211582 |
| 03751   |      | Atelierhaus Blaesi                                                                              | E      | Adligenswilerstrasse 31                      | 665985 / 212136 |
| 03758   |      | Dula-Schulhaus                                                                                  | O      | Bruchstrasse 78                              | 665705 / 210928 |
| 03763   |      | Felsbergschulhaus                                                                               | E      | Felsbergstrasse 10, 12                       | 666549 / 212277 |
| 03767   |      | Stiftsbezirk im Hof                                                                             | O      | St. Leodegarstrasse 3–7 / Stiftsstrasse 6–10 | 666412 / 211980 |
| 03770   |      | Gewerbeschulhaus Heimbach                                                                       | E      | Heimbachweg 12                               | 665401 / 211003 |
| 03771   |      | Gletschergarten mit Museumsgebäude                                                              | O M    | Denkmalstrasse 4                             | 666215 / 212351 |
| 03775   |      | Hammetschwandlift                                                                               | S      | Bürgenstock                                  | 672821 / 205967 |
| 03782   |      | Hotel Montana                                                                                   | E      | Adligenswilerstrasse 22                      | 666935 / 212085 |
| 03784   |      | Hotel Schweizerhof Luzern                                                                       | E      | Schweizerhofquai 3                           | 666218 / 211870 |
| 03787   |      | Katholische Pauluskirche                                                                        | E      | Moosmattstrasse 2                            | 665697 / 210462 |
| 03788   |      | Kirche zu St. Karl                                                                              | E      | St. Karlistrasse 23                          | 664859 / 211985 |
| 03791   |      | Kapuzinerkloster auf dem Wesemlin (Gebäude)                                                     | E      | Wesemlinstrasse 42                           | 666449 / 212669 |
| 03792   |      | Kaserne Allmend                                                                                 | E      | Murmattweg 6                                 | 665438 / 209692 |
| 03796   |      | Hauptpost (Kreispostdirektion)                                                                  | E      | Bahnhofstrasse 3                             | 666098 / 211443 |
| 03799   |      | Landsitz Tribschen                                                                              | E      | Richard Wagner-Weg 27                        | 667668 / 210534 |
| 03807   |      | Museggmagazin                                                                                   | E      | Museggstrasse 37                             | 665629 / 211696 |
| 03823   |      | Schweizerische Unfallversicherungsanstalt SUVA (Gebäude)                                        | E      | Fluhmattstrasse 1                            | 666142 / 212066 |
| 08494   |      | Bourbaki-Panorama (Sammlung)                                                                    | M      | Löwenplatz 11                                | 666297 / 212133 |
| 08495   |      | Historisches Museum (Sammlung)                                                                  | M      | Pfistergasse 24                              | 665586 / 211503 |
| 08496   |      | Kunstmuseum (Sammlung)                                                                          | M      | Europaplatz 1                                | 666362 / 211408 |
| 08497   |      | Natur-Museum (Sammlung)                                                                         | M      | Kasernenplatz 6                              | 665526 / 211542 |
| 08498   |      | Sammlung Rosengart                                                                              | M      | Pilatusstrasse 10                            | 666015 / 211322 |
| 08499   |      | Verkehrshaus der Schweiz (Sammlung)                                                             | M      | Lidostrasse 5                                | 668175 / 211734 |
| 08505   |      | Sammlung Richard Wagner Museum                                                                  | M      | Richard Wagner-Weg 27                        | 667673 / 210538 |
| 08585   |      | Gletschergarten (Sammlung)                                                                      | M      | Denkmalstrasse 4                             | 666226 / 212355 |
| 08779   |      | Verkehrshaus der Schweiz, Dokumentationszentrum                                                 | Arch   | Lidostrasse 5                                | 668173 / 211718 |
| 08790   |      | Staatsarchiv des Kantons Luzern                                                                 | Arch   | Schützenstrasse 9                            | 665407 / 211418 |
| 08832   |      | Sozialrechtliche Abteilungen des Schweizer Bundesgerichts, Archiv                               | Arch   | Schweizerhofquai 6                           | 666356 / 211925 |
| 08841   |      | Schweizerische Unfallversicherungsanstalt SUVA, Historisches Archiv                             | Arch   | Fluhmattstrasse 1                            | 666157 / 212069 |
| 08905   |      | Provinzarchiv der Schweizer Kapuziner (PAL)                                                     | Arch   | Wesemlinstrasse 42                           | 666470 / 212663 |
| 08930   |      | Zentral- und Hochschulbibliothek (Sammlung)                                                     | M      | Sempacherstrasse 10                          | 666016 / 211186 |
| 09060   |      | Ehemaliges Nationalbankgebäude                                                                  | E      | Pilatusstrasse 10                            | 666008 / 211328 |
| 09336   |      | Bibliothek des Kapuzinerklosters auf dem Wesemlin                                               | B      | Wesemlinstrasse 42                           | 666470 / 212663 |
| 09589   |      | Luzern, mittelalterliche-neuzeitliche Stadt                                                     | A      |                                              | 665750 / 211599 |
| 10100   |      | Friedhof Friedental mit Krematorium, israelitischem Friedhof und israelitischer Abdankungshalle | O      | Friedentalstrasse                            | 665535 / 212529 |
| 10102   |      | Reusswehr (Mühlesporne, Nadelwehr)                                                              | E      | Mühleplatz                                   | 665607 / 211562 |
| 10103   |      | Stadtbefestigung, ohne Brücken                                                                  | O      |                                              | 665764 / 211835 |
| 10104   |      | Verwaltungsgebäude der Gotthardbahn                                                             | E      | Schweizerhofquai 6                           | 666347 / 211918 |
| 10412   |      | Dreilindenpark mit Villa und Nebengebäuden                                                      | O      | Dreilindenstrasse 91–93                      | 667108 / 212578 |
| 10546   |      | Archive und Sammlungen der Kantonsarchäologie Luzern                                            | A Arch | Libellenrain 15                              | 665829 / 212905 |
| 16911   |      | Landungsbrücke 1 (Meilihalle) für SGV-Schiffe                                                   | E      | Bahnhofplatz 5                               | 666228 / 211501 |

### Malters
| KGS-Nr. | Foto | Objektbezeichnung                       | Typ | Adresse                        | Koordinaten     |
| ------- | ---- | --------------------------------------- | --- | ------------------------------ | --------------- |
| 03837   |      | Wallfahrtskapelle St. Jost mit Kaplanei | O   | Blatten, Luzernstrasse 149/150 | 659720 / 210279 |

### Mauensee
| KGS-Nr. | Foto | Objektbezeichnung                                        | Typ | Adresse | Koordinaten     |
| ------- | ---- | -------------------------------------------------------- | --- | ------- | --------------- |
| 11750   |      | Wauwilermoos (paläolithisch-neolithische Ufersiedlungen) | A   |         | 644530 / 225500 |

### Meggen
| KGS-Nr. | Foto | Objektbezeichnung      | Typ | Adresse              | Koordinaten     |
| ------- | ---- | ---------------------- | --- | -------------------- | --------------- |
| 03840   |      | Katholische Piuskirche | O   | Schlösslistrasse 101 | 670957 / 211013 |
| 03844   |      | Schloss Meggenhorn     | O   | Meggenhorn           | 669741 / 209759 |

### Meierskappel
| KGS-Nr. | Foto | Objektbezeichnung        | Typ | Adresse           | Koordinaten     |
| ------- | ---- | ------------------------ | --- | ----------------- | --------------- |
| 03845   |      | Bauernhof Hinterspichten | O   | Hinterspichten 23 | 676469 / 218795 |

### Nottwil
| KGS-Nr. | Foto | Objektbezeichnung               | Typ | Adresse      | Koordinaten     |
| ------- | ---- | ------------------------------- | --- | ------------ | --------------- |
| 03851   |      | Bauernhaus Mittler-Huprächtigen | E   | Huprächtigen | 653765 / 218652 |

### Pfaffnau
| KGS-Nr. | Foto | Objektbezeichnung                                        | Typ | Adresse              | Koordinaten     |
| ------- | ---- | -------------------------------------------------------- | --- | -------------------- | --------------- |
| 03855   |      | Ehemaliges Kloster St. Urban                             | O   | Sankt Urban 168–171e | 630403 / 231302 |
| 03858   |      | Katholische Pfarrkirche St. Vinzenz mit Friedhofskapelle | O   | Dorfstrasse          | 634799 / 230935 |
| 03859   |      | Pfarrhaus mit Zehntenscheune                             | O   | Altweg 7a            | 634807 / 231021 |

### Reiden
| KGS-Nr. | Foto | Objektbezeichnung                            | Typ | Adresse | Koordinaten     |
| ------- | ---- | -------------------------------------------- | --- | ------- | --------------- |
| 09590   |      | Stumpen (jungpaläolithische Freilandstation) | A   |         | 640220 / 233850 |

### Rothenburg
| KGS-Nr. | Foto | Objektbezeichnung   | Typ | Adresse                              | Koordinaten     |
| ------- | ---- | ------------------- | --- | ------------------------------------ | --------------- |
| 03873   |      | Rothenburger Brücke | E   | Bertiswilstrasse / Rothenburgstrasse | 663460 / 216149 |

### Ruswil
| KGS-Nr. | Foto | Objektbezeichnung                | Typ | Adresse           | Koordinaten     |
| ------- | ---- | -------------------------------- | --- | ----------------- | --------------- |
| 03874   |      | Bauernhaus Unter Rot             | O   | Under Rot 112     | 651761 / 217601 |
| 03875   |      | Katholische Kirche St. Mauritius | E   | Pfarrhofstrasse 2 | 652250 / 215120 |

### Schötz
| KGS-Nr. | Foto | Objektbezeichnung                                        | Typ | Adresse    | Koordinaten     |
| ------- | ---- | -------------------------------------------------------- | --- | ---------- | --------------- |
| 03883   |      | Bauernhaus Hinter Buttenberg                             | O   | Buttenberg | 641074 / 222547 |
| 11761   |      | Wauwilermoos (paläolithisch-neolithische Ufersiedlungen) | A   |            | 644530 / 225500 |

### Schwarzenberg
| KGS-Nr. | Foto | Objektbezeichnung   | Typ | Adresse      | Koordinaten     |
| ------- | ---- | ------------------- | --- | ------------ | --------------- |
| 10107   |      | Bauernhof Scharmoos | O   | Scharmoos 95 | 657925 / 208412 |

### Sempach
| KGS-Nr. | Foto | Objektbezeichnung                                        | Typ | Adresse          | Koordinaten     |
| ------- | ---- | -------------------------------------------------------- | --- | ---------------- | --------------- |
| 03891   |      | Katholische Kirche St. Martin auf Kirchbühl mit Beinhaus | O   | Kirchbühl 259    | 656740 / 221849 |
| 03892   |      | Schlachtkapelle St. Jakob                                | O   | Sempacherstrasse | 658674 / 221963 |
| 03896   |      | Rathaus mit Brunnen                                      | O   | Stadtstrasse 28  | 657093 / 220820 |

### Sursee
| KGS-Nr. | Foto | Objektbezeichnung                                                                     | Typ | Adresse            | Koordinaten     |
| ------- | ---- | ------------------------------------------------------------------------------------- | --- | ------------------ | --------------- |
| 03899   |      | Rathaus                                                                               | E   | Rathausplatz       | 650849 / 224860 |
| 03900   |      | St. Urbanhof                                                                          | E   | Theaterstrasse 9   | 650850 / 224960 |
| 03901   |      | Wallfahrtskirche Mariazell mit Zellkapelle                                            | O   | Mariazellweg 180   | 651660 / 224939 |
| 03906   |      | Neolithisches-neuzeitliches Siedlungsareal                                            | A   |                    | 651000 / 225000 |
| 08575   |      | Stadtmuseum im St. Urbanhof                                                           | M   | Theaterstrasse 9   | 650855 / 224963 |
| 09337   |      | Museum der Schweizer Kapuziner und Bibliothek des ehemaligen Kapuzinerklosters Sursee | B M | Geuenseestrasse 2a | 650958 / 224992 |

### Udligenswil
| KGS-Nr. | Foto | Objektbezeichnung | Typ | Adresse    | Koordinaten     |
| ------- | ---- | ----------------- | --- | ---------- | --------------- |
| 09143   |      | Haus Otto Pfeifer | E   | Haasenberg | 671991 / 216047 |

### Vitznau
| KGS-Nr. | Foto | Objektbezeichnung                         | Typ | Adresse | Koordinaten     |
| ------- | ---- | ----------------------------------------- | --- | ------- | --------------- |
| 09621   |      | Steigelfadbalm (paläolithische Wohnhöhle) | A   |         | 680250 / 207924 |

### Wauwil
| KGS-Nr. | Foto | Objektbezeichnung                                        | Typ | Adresse | Koordinaten     |
| ------- | ---- | -------------------------------------------------------- | --- | ------- | --------------- |
| 09622   |      | Wauwilermoos (paläolithisch-neolithische Ufersiedlungen) | A   |         | 644530 / 225500 |

### Werthenstein
| KGS-Nr. | Foto | Objektbezeichnung                  | Typ | Adresse               | Koordinaten     |
| ------- | ---- | ---------------------------------- | --- | --------------------- | --------------- |
| 03914   |      | Wallfahrtskirche Unsere Liebe Frau | O   | Werthensteinstrasse 1 | 650500 / 211700 |

### Willisau
| KGS-Nr. | Foto | Objektbezeichnung                                | Typ | Adresse          | Koordinaten     |
| ------- | ---- | ------------------------------------------------ | --- | ---------------- | --------------- |
| 03919   |      | Katholische Kirche St. Peter und Paul            | E   | Chilegass        | 641837 / 218920 |
| 03920   |      | Landvogteischloss                                | E   | Schlossstrasse 3 | 641882 / 218849 |
| 03921   |      | Wallfahrtskapelle Heiligblut                     | E   | Zehntenplatz     | 641745 / 218963 |
| 09623   |      | Altstadt (mittelalterliche / neuzeitliche Stadt) | A   |                  | 641900 / 218999 |